# ミリ (サラワク州)
ミリ（ラテン文字：Miri、中国語では美里）は、ボルネオ島にあるマレーシアの都市で、ブルネイと接するサラワク州に属する。
20世紀初頭から油田が発見され、以降オイルタウンとして成長してきた。

## 概要
ミリは市に該当し、州都のクチンに次いで人口約23.4万人の都市。
旅行者にとってはグヌン・ムル国立公園やニア国立公園へのゲートウェイとして知られている。
民族は主に中国系、ダヤク、マレー、メラナウ、インド系、カヤン、ケラビット、ビダユ、ペナン、その他の原住民で構成される。

## 歴史
19世紀頃は単なる漁村に過ぎなかったが、1910年にカナダヒルにて油田が発見されてから急激に発展を遂げてきた。
1950年代には沖合油田技術の進歩によって海洋地震調査行われ、1962年にサラワク州の海洋の2つの区域で石油が見つかってから、海底油田の採掘が始まった。

## 交通

### 空港
- ミリ空港

MASwings が就航し、ボルネオ島の各地を結ぶ。
マレーシア航空、エアアジアもクアラルンプールより就航。
- ムル空港（英語版）

### 港湾
- Kuala Baram Ferry Point (クアラバラム（マレー語版）)
  - エクスプレスボート : クアラバラム（マレー語版） - マルディ（英語版） - ロングテラワン（マレー語版）
  - ロングボート : ロングテラワン（マレー語版） - ムル空港（英語版）

### 道路
- 汎ボルネオ・ハイウェイ（英語版）
- ミリ・バラム・ハイウェイ（英語版）

## 宿泊
- ミリ・マリオット・リゾート＆スパ
- パークシティ・エバリー・ホテル